# Костел Пресвятої Діви Марії — матері церкви
Костел Пресвятої Діви Марії Матері Церкви — римо-католицький костел та монастир у Києві. Розташований за адресою: Воскресенський проспект, 1б. Належить до ордену капуцинів.
Є першим новозбудованим римо-католицьким храмом Києва після встановлення радянської влади (не рахуючи каплички на Святошино), а також першим костелом на лівому березі Києва. Архітектура храму має сучасний стиль.

## Історія
Парафію засновано 13 червня 1994 року (перший душпастир — брат Казимир Гузік OFM Cap). 22 червня 1996 року капуцини отримали земельну ділянку на бульварі Перова під будівництво храму. 8 вересня 1997 року було освячено тимчасову каплицю і помешкання братів, споруджені на території будівництва костелу. 2 вересня 1999 року розпочалось будівництво святині. 23 вересня 2000 року Апостольський нунцій в Україні архієпископ Нікола Етерович заклав наріжний камінь під будівництво храму. 25 січня 2004 року єпископ Станіслав Широкорадюк OFM освятив нижній костел, а 15 жовтня 2016 року — верхній.
5 травня 2017 року Апостольський нунцій в Україні архієпископ Клаудіо Гуджеротті освятив каплицю адорації Пресвятих Дарів, яка знаходиться у верхньому храмі за головним вівтарем. 23 вересня 2018 року єпископ Віталій Кривицький SDB проголосив храм дієцезіальним санктуарієм святого отця Піо.
Парафію обслуговують францисканці-капуцини (орден Братів Менших Капуцинів). Працюють також черниці-назаретанки згромадження Сестер Пресвятої Родини з Назарету.